# 光在地球之時……
《光在地球之時……》（日語：ヒカルが地球にいたころ……）是日本小說家野村美月與插畫家竹岡美穗繼《文學少女》系列之後所推出新的輕小說系列，2011年5月出版第1卷單行本，2014年4月完結，全10冊。
本作曾獲評第一屆「店員最愛輕小說大賞」第8名。小說繁體中文版由尖端出版發行，完結篇「藤壺」已於2015年5月出版完畢。
與同作者的前作《文學少女》系列相似，本作同樣以既有小說作為題材。題材選自《源氏物語》、登場人物的名字也使用源氏物語人物命名。除此之外，系列標題則因作者對舞台劇觀後而定名。

## 故事大綱
赤城是光是一名想交朋友的高中生，由於第一印象塑造失敗，被同儕誤解為「不良少年」而受到眾人迴避。某一天，倍受女學生憧憬的「校園皇子」帝門光向是光打招呼，兩人因此相識。表面上與眾多女性交際，享受充實校園生活的光，其實也有相同的願望。然而，在兩人真正建立親密的友誼前，光就突然地死亡了。
其後，在光的喪禮露面的是光，隨即被光的幽靈身姿纏上，而且只有是光自己能夠覺察。光懇求是光協助解決他留在人間「心願未了」的事情，以便心無罣礙地升天成佛。於是是光就在易遭誤解的不利條件下，艱難地滿足光的遺願，與光生前的親密女性展開來往。
各卷標題依序為：「葵」、「夕顏」、「若紫」、「朧月夜」、「末摘花」、「朝顏」、「空蟬」、「花散里」、「六條」、「藤壺」。

## 登場人物
依登場順序／重要性遞減排列。

### 主要人物
赤城 是光（聲：杉山纪彰）
主角。平安學園一年五班學生。15歲。有一副凶神惡煞般的臉孔，被眾人謠傳為「不良少年」而避之唯恐不及，真實個性與之相反，是溫暖、害怕寂寞又堅強的人。
率直衝動但也重義氣，一旦決定的事情就會貫徹到底，極不擅長與女性來往，感到苦惱的同時致力聽取周圍的建議。經驗不足不懂女人心，對眾人真誠地一視同仁。時常以兇惡的眼神介入衝突，也因此加深旁人對自己的誤認。
儘管只有交談過一次，是光仍特地於帝門光的喪禮露面，因此被光的幽靈纏上。為了讓光成佛，應允代為實現光在生前許下的承諾，詎料「約定的女性」接二連三而來，使得是光起初認為光是輕浮的花花公子。雖然如此，兩人仍認可彼此的朋友關係，逐步貼近開朗面目下的真實。
是光的母親不曾在他的面前展露笑容，九年前與幼稚園班導私奔，父親則於半年後亡故。現在與離異返家的姑姑小睛、人品端正的書法家爺爺正風同住。母親哭著道歉，頭也不回拋家棄子而去的背影，成為是光心中的深刻傷痕。這使得他產生母親不愛自己、女性就是愛哭的見解。
儘管擁有公認的厭女症，仍努力克服陰霾為光的事情奔走著。
對應人物：藤原惟光（光源氏的同母兄弟）。
光形容他像凛然的辛夷，日語發音類似拳頭，花語為歡迎及友誼。
命危彌留之際，見到了光與他的「最愛」相處的往日時光。
帝門 光（聲：梶裕貴）
另一名主角，附身在赤城是光身上的幽靈。平安學園一年一班學生，名門帝門家小妾的孩子。在女性中間擁有高人氣的「校園皇子」一般的存在，初登場後即神秘死亡，得年15歲。個性簡單，從不否定自己的欲望，因此素行有失道德。成為幽靈後，只有是光能看到並聽到自己。生前極受女性歡迎，也因此沒有同性的好友，與是光一樣渴望友誼。
最喜歡女性與花，對女人心與花語尤其專精。生前同時與複數女性維持複雜的關係。
堅稱自己死於意外墜河，自始至終拒絕透漏真相全貌。
幼稚園開始就讀平安學園的「貴族」。被稱為「光之君」。
對應人物：光源氏。
左乙女 葵（聲：佐藤聪美）
第1冊的女主角。帝門光的未婚妻與青梅竹馬。名門的大小姐。平安學園二年級學生，從屬美術社。擁有一頭烏黑亮麗的長髮，雍容華貴的嬌小美少女。屢次厲聲指責沾花惹草的光。在光的喪禮上咆嘯咒罵光，引起眾人側目。在赤城是光代為履行「約定」之後，正式對光道別，並於心中永誌。
對於以光的朋友自居的是光，起初十分排斥。但在感受是光的誠意後打開心房，收斂了暴力，接受是光的幫助。
飼養一隻名為瑟堡的貓。黑白毛色，扁臉，身型肥胖。飽受頭條俊吾的鄙夷。
幼稚園開始就讀平安學園的「貴族」。被稱為「葵之上」。
其實並非光的「最愛」，但本人並無自覺，此事反而為齋賀朝衣所知曉。但她雖非「最愛」，卻是光的「希望」，光過世前打從心底想要與她共度一生。
對應人物：葵之上。
光形容她是白色的蜀葵，帶著高潔的氣質，花語為希望。
齋賀 朝衣（聲：早见沙织）
第6冊的女主角。平安學園二年級學生，學生會長。帝門光的堂姊與青梅竹馬，左乙女葵的保護者一般的存在。在光的喪禮中，與帝門藤乃是現場唯二露出笑容的人，現場只有近江雛發現此事。
冷靜沉著，才色兼備，深受大人信賴。在學校中擁有比教師更大的實權，被赤城是光稱為「地下老大」。對於以光的朋友的名義接近葵的是光，抱持著高度戒心。呵斥是光為「下賤的野狗」，多次興起殺意。
幼時發覺堂弟「不會哭」之後，定下自己也絕不哭泣的承諾，被光認為是自己對朝衣加諸的枷鎖。
與右楯月夜子相同，抱持著成為「光最特別的女性」的想法。因為無法接受自己只是和其他女人一樣單純接受光的愛，選擇不去愛上他，而是建立與之平起平坐的對等關係。
幼稚園開始就讀平安學園的「貴族」。被稱為「朝之宮」。
身為左乙女家「藤花派」的代表，在帝門家的權力鬥爭中，與頭條俊吾暗中合作。
對應人物：朝颜。
光形容她是朝顏（牽牛花），花語為守護神。同時對應另一名角色－五之宮當家「朝顏姬」。
式部 帆夏（聲：户松 遥）
赤城是光的同班同學。毫不畏懼是光的奇人。深受同儕的崇拜及依賴。
瞞著周遭的人，祕密地以「紫公主」的名義開設手機小說連載網站「紫公主的小屋」，假日會找是光一起遊玩。
與是光接觸的契機，始於數次的洽詢與幫助，他也因此成為是光的朋友。曾對是光與左乙女葵的關係產生誤解。長時間的接近下，逐漸欣賞是光，並做了意味曖昧的告白。自此無法在光的面前坦率講話，對此感到苦惱。兩人後來加入右楯月夜子的日本舞蹈社。
中學才就讀平安學園的「平民」。
對應人物：紫式部。
光形容她是天芥菜，花語為奉獻。
近江 雛
平安學園一年四班學生，從屬新聞社。不時對赤城是光、齋賀朝衣做出挑釁發言與暗示性姿態，常對是光提供重要情報。追查帝門光之死的真相，是他與是光接觸的原因。與頭條俊吾之間似乎有著不可告人的關係。
血型AB型，生日是2月3日。有著嬌小的身材及豐滿的胸部。
中學才就讀平安學園的「平民」。
真實身份是頭條俊吾同父異母的妹妹，被母親棄養於孤兒院，被頭條視為反抗父親的手段而被祕密接回。兩人的關係自始至終皆未公開。
對應人物：近江之君。
奏井 夕雨
第2冊的女主角。充滿謎樣夢幻氛圍的內向美少女。平安學園一年級學生，因細故受到欺凌而長期缺席，被留級一年。父母離婚，與一隻名為小琉璃的貓住在老舊的公寓裡，標準的繭居族（NEET）。由於赤城是光的活躍，產生了出門的勇氣，將小貓委託給是光照顧後，搬到澳洲與母親同住。
與是光彼此互為初戀。受到頭條俊吾的暗中保護，但本人並不知情。
中學才就讀平安學園的「平民」。
對應人物：夕顏。
光形容她是夕顏（瓠瓜花），花語為夢幻、治癒。
頭條 俊吾
平安學園三年級學生。帝門家的左右手「頭條家」的繼承人。將親戚左乙女葵視為親生妹妹，對其愛護備至。個性嚴謹自律。討厭帝門光的「多情」作風，也厭惡女性私底下的邪惡習癖。家中有三名強勢的姊姊，因此特別偏好文靜的女性。
幼時曾把初次見面的光當成女孩子，對他一見鍾情，但美好的初戀隨即因得知真相而幻滅。
對於奏井夕雨相當關心，但不便顯露。認為自己對欺凌事件負有責任，暗中派人保護夕雨。認可赤城是光與夕雨的往來。
幼稚園開始就讀平安學園的「貴族」。
對應人物：頭中將
反對父親支持「薔薇派」，在帝門家的權力鬥爭中，與左乙女家「藤花派」的代表齋賀朝衣暗中合作。
近江雛是他不能公開的親生妹妹。兩人為尋找帝門光之死的真相，在暗中合作。
若木 紫織子
第3冊的女主角。年約9岁，小學四年级的美少女，暱稱小紫。被告知母親未婚懷孕生下了她，父不詳。母親死後，與善良的祖父同住。非常仰慕祖父，家裡很窮，個性狡猾，具有高超的演技與行動力。接觸赤城是光之前，習慣針對中年男子實施仙人跳（狩獵麻雀），目的是贖回祖父替人作保而失去的老家。
祖父猝死後被赤城家收養。將是光當成兄長仰慕，宣稱長大後要嫁給是光。時常將是光耍得團團轉，被是光的祖父赤城正風視如己出。
非常寵愛是光飼養的白貓小琉璃。在平安學園的校慶中，小琉璃認定頭條俊吾為新飼主而離開赤城家，引起其遷怒俊吾。
對應人物：紫之上。
光形容她是紫草，花語為喜悅。
最早察覺「六條」真身的人。
右楯 月夜子
第4冊的女主角。與左乙女家並稱的名門「右楯家」的大小姐，擁有緋紅長髮的性感美少女。日本舞蹈社的唯一社員，師從君影留，具有名取資格。身為平安學院二年級學生，在日舞界引起廣泛注目。個性開朗，自稱為帝門光的情婦。
帝門一朱的前婚約者。國中時期在英國留學，因和光在宿舍幽會被發現而退學，轉入平安學園。
與第一印象相反的是，月夜子最初是內向害羞的女孩，自幼受到一朱的欺凌，使其缺乏自信。由於與光的一段情，成為艷麗驕傲的「紅之舞姬」。
與齋賀朝衣相同，抱持著成為「光最特別的女性」的想法。無條件地包容著光的一切，即便自己只是光無數情人之一也不會在意，甚至對自己的地位感到自豪，光認為她是與「嫉妒」無緣的女孩。雖然事實上月夜子十分羨慕與光締有婚約的左乙女葵，但儘管如此，月夜子也不會想要與她交換命運。
幼稚園開始就讀平安學園的「貴族」。被稱為「月之宮」。
對應人物：朧月夜。
光形容她像是美麗的紅垂枝櫻，花語為驕傲。
常陸 红
第5冊的女主角。某大小姐学校的高一學生，帝門光的網友，兩人素未謀面。因为在意自己的相貌，尤其是鼻子會因為情绪激動的關係使鼻尖染成一片绯红色而陷入自卑，害怕被嘲笑而不敢與他人交朋友。父親是一位雅樂演奏者，原貴族。但因父親早逝，已經沒落。
因憧憬同班同學太輔彩加而化名「番紅花」，建立部落格，希望在網路上成為像太輔一样陽光的女生。稱光為北極星（ポーラスターくん）。在是光找到她後，與太輔互道心聲，並與是光成為了筆友。因為和是光的境遇相似而十分和得來。
對應人物：末摘花。
光形容她是「美麗而充满謎團的末摘花」，花語為謎。
化名的真實寓意為「紅紅花」。
帝門 一朱
帝門家正室的兒子，帝門光的同父異母哥哥。大學生。右楯月夜子的前未婚夫。表面上是長相平庸、個性冒失、從不忤逆母親火爆脾氣的好青年。真實的個性極其扭曲，集陰險與殘忍於一身。
自詡為右楯家傳說中流著不祥「蜘蛛」血脈的「六條」，喜歡以「處女」一詞大肆諷刺。女裝癖，自幼即時常強取月夜子的衣服變裝，並讓她蒙受許多不白之冤。對光異常執著，曾因此親手加害左乙女葵、式部帆夏，並設計陷害奏井夕雨。恣意妄為，自稱「不論我做了什麼，都不會有人講話」。隨著犯行曝光，加上在五之宮宅邸的競書輸給赤城是光，使得其母代表的右楯家「薔薇派」顏面盡失，在帝門家的權力鬥爭中失勢。
飼養一隻名為「三之宮」的變色龍，並以牠的處女之身感到自豪。
對應人物：朱雀帝/六條
身為第9冊的「女」主角，是唯一在前冊預告中，僅以剪影示人的例子。
蟬谷 空
第7冊的女主角。女大學生，信奉上帝，過去曾因家庭因素在教會中借住，現仍常常到教堂做志工。
赤城是光在尋找帝門藤乃的途中，帝門光恰巧認出人群中的蟬谷空，因而「重逢」。空曾與光在深夜的教會纏綿，發現自己懷孕後，打算獨自生下「天使的小孩」。將是光視為可愛的弟弟，但婉拒任何人的任何幫助。
常自稱不喜歡約定，並非光生前有所承諾的對象。看似無欲的背後其實是害怕期望成空的懦弱。後來在是光的帮助下坦承對光的思念，並向光道別。
對應人物：空蟬、明石。
光形容她是「地肤」，花語為憧憬。
其實是帝門一朱愚弄眾人的棋子，但本人並不知情。
花里 美智留
第8冊的女主角。平安學園一年五班學生，班長，式部帆夏的多年好友。在赤城是光入學時，是唯一會與是光談話的學生，但每次都因害怕的關係而頻頻結巴，不斷道歉，迅速逃之夭夭。
戴眼鏡，髮型為三股辮。樸實無華，人畜無害，個性懦弱不懂拒絕別人的要求，因此從初中開始就被推舉為班長。影薄，除了帆夏以外，同儕都以「班長」而非本名稱呼她。由於有一個優秀的姊姊，因此對被比下去的自己感到自卑。
喜歡白馬王子類型的男性，憧憬著帝門光。中學時代暗中鼓勵光，被光稱為「白花之君」，但本人對此一稱呼並不知情。崇拜好友帆夏的大方氣質，多次想從打扮上學習帆夏，但因自卑作罷。
幼稚園開始就讀平安學園的「貴族」，但幾乎無人意識到這點。
對應人物：花散里。
光形容她是「樸實無華，卻香氣濃郁的橘子花」，花語為純潔。
真實身份是另一個「六條」，故事的最大黑幕，一手策劃始自中學時代的一系列陰謀，匿名簡訊的元兇，企圖燒死帆夏的影武者。
對「貴族」的一切有透徹的了解，親眼目睹帝門光的死亡現場，自始知曉光的「最愛」，自始掌握光與帝門藤乃之間的祕密。
認為自己是真正的「藤乃」，著手殺害若木紫織子，在光的落水處投河自盡。
帝門 藤乃
帝門家的側室，帝門光的義母，與光的生母是同父異母的姊妹。外貌與光極度相似，模樣也非常年輕，兩人比起姑姪更像是姐弟。在光的喪禮中，與齋賀朝衣是現場唯二露出笑容的人，目擊這一幕的人正是赤城是光。
光真正的「最愛」，光就讀中學二年級時，兩人初次發生親密關係。在光的生母病逝後嫁入帝門家，成為光的義母，此後就不斷的迴避著光。
那一夜在教會，與光纏綿的人實為藤乃，而非蟬谷空。意識到此事的兩人精神大受打擊，並陷入空前的恐慌。這段始於真愛的不倫關係為彼此帶來了極大痛苦，藤乃因此對是光親口自白「若有來生，想投胎到沒有光的世界」。
帝門弘華（帝門家的正室，帝門一朱生母）對她極其嫉妒，並將光視為惡魔。
對應人物：藤壺中宮
光的生父知曉光與藤乃之間的關係，並對自己的不察致使兩人痛苦，感到抱歉。

### 次要人物
小晴
赤城是光的姑姑（父親的妹妹）。與是光、父親（是光的爺爺）一樣長有一副惡相。
36歲，已離婚。平常在家以電腦進行進口貿易工作。
赤城正風
是光的爺爺（父親的爸爸），於戰前出生。經營書法教室。
前妻在二十年前突然以尋找第二人生為由與其離婚，而兒媳婦也丟下兒子及孫子紅杏出牆，這些經歷使的正風非常不信任女性，也連帶稍微影響到是光對女性的價值觀。但在紫織子住進赤城家後就變成一個溺愛孫女的爺爺了。
若木朋彥
若木紫織子的爺爺（母親的父親），患有輕度腦退化症。過去是職業棋士，退休後成為圍棋俱樂部的導師。因幫朋友當擔保人而背上債務。
若木翠里子
紫織子親母。在13歲被經紀人公司挖掘，但在14歲時懷有紫織子而退出演藝界，誕下紫織子後死亡。藝名Riko。
久世宗一郎
蘭之帝王，紫織子的親生父親。表裡不一的偽君子。
太輔彩加
常陸红的同班同学，是她崇拜的番紅花。其實是害怕交不到朋友的不安的女生。因常陸红的请求，而擔任「番紅花」的替身與是光見面。出於誤會，重重賞了是光一巴掌。
末子
俊吾的職業臥底。起初化身為援交女，住在夕雨的隔壁房，暗中保護夕雨。其後化身為女高中生，進入葵暑期打工的咖啡廳，做為葵的同事暗中保護著葵。某一天偶然被光所識破，警告是光勿戳穿其祕密。
王野美琴
被光暱稱為「薄荷小姐」，身上帶有奇妙的清涼氣息，天天出現在葵暑期打工的咖啡廳。曾被光與是光誤認為是「番紅花」的本尊。真實身份是帝門藤乃的心腹。

## 出版書籍
| 冊數 | 標題   | Enterbrain     | Enterbrain                                              | 尖端出版社    | 尖端出版社                                             | 天闻角川（发行） 湖南美術出版社→崇文書局（出版） | 天闻角川（发行） 湖南美術出版社→崇文書局（出版） |
| 冊數 | 標題   | 發售日期       | ISBN                                                    | 發售日期      | ISBN / EAN                                             | 發售日期                                         | ISBN                                             |
| ---- | ------ | -------------- | ------------------------------------------------------- | ------------- | ------------------------------------------------------ | ------------------------------------------------ | ------------------------------------------------ |
| 1    | 葵     | 2011年5月30日  | ISBN 978-4-04-727281-1                                  | 2012年1月14日 | ISBN 978-957-104-744-7                                 | 2012年9月5日                                     | ISBN 978-7-5356-5590-5                           |
| 2    | 夕顔   | 2011年8月29日  | ISBN 978-4-04-727469-3                                  | 2012年5月9日  | ISBN 978-957-104-827-7                                 | 2012年11月5日                                    | ISBN 978-7-5356-5707-7                           |
| 3    | 若紫   | 2011年12月26日 | ISBN 978-4-04-727719-9                                  | 2012年9月1日  | ISBN 978-957-104-988-5                                 | 2013年2月25日                                    | ISBN 978-7-5356-6011-4                           |
| 4    | 朧月夜 | 2012年4月28日  | ISBN 978-4-04-727988-9                                  | 2013年1月4日  | ISBN 978-957-105-121-5                                 | 2013年5月20日                                    | ISBN 978-7-5356-6195-1                           |
| 5    | 末摘花 | 2012年8月30日  | ISBN 978-4-04-728297-1 ISBN 978-4-04-728224-7（特裝版） | 2013年8月16日 | ISBN 978-957-105-297-7 EAN 471-770-225-609-8（特裝版） | 2013年9月20日                                    | ISBN 978-7-5356-6489-1                           |
| 6    | 朝顏   | 2012年12月27日 | ISBN 978-4-04-728600-9                                  | 2014年2月5日  | ISBN 978-957-105-484-1 EAN 471-770-225-910-5（特裝版） | 2014年5月20日                                    | ISBN 978-7-5403-2647-0                           |
| 7    | 空蟬   | 2013年4月30日  | ISBN 978-4-04-728856-0                                  | 2014年5月9日  | ISBN 978-957-105-577-0                                 | 2015年10月5日                                    | ISBN 978-7-5490-0918-3                           |
| 8    | 花散里 | 2013年8月30日  | ISBN 978-4-04-729091-4                                  | 2014年7月18日 | ISBN 978-957-105-632-6 EAN 471-770-226-193-1（特裝版） | 2015年12月20日                                   | ISBN 978-7-5490-0951-0                           |
| 9    | 六条   | 2013年12月26日 | ISBN 978-4-04-729319-9                                  | 2015年1月15日 | ISBN 978-957-105-866-5                                 | 2016年2月25日                                    | ISBN 978-7-5490-1002-8                           |
| 10   | 藤壺   | 2014年4月28日  | ISBN 978-4-04-729599-5                                  | 2015年5月21日 | ISBN 978-957-105-993-8 EAN 471-770-226-655-4（特裝版） | 2016年7月                                        | 不適用                                           |

### 改編漫畫
於2011年10月20日開始於《GANGAN ONLINE》中開始以網路漫畫形式進行連載。從2012年7月5日起於《天漫》連載簡體中文版。從2012年12月20日起於台灣角川線上雜誌《FORCE原力誌》連載繁體中文版。
| 冊數 | SQUARE ENIX    | SQUARE ENIX            | 台灣角川      | 台灣角川               | 湖南美術出版社 | 湖南美術出版社         |
| 冊數 | 發售日期       | ISBN                   | 發售日期      | ISBN                   | 發售日期       | ISBN                   |
| ---- | -------------- | ---------------------- | ------------- | ---------------------- | -------------- | ---------------------- |
| 1    | 2012年6月22日  | ISBN 978-4-7575-3628-9 | 2013年2月14日 | ISBN 978-986-325-133-0 | 2013年2月25日  | ISBN 978-7-5356-5936-1 |
| 2    | 2012年12月22日 | ISBN 978-4-7575-3821-4 | 2013年8月15日 | ISBN 978-986-325-517-8 | 2013年7月5日   | ISBN 978-7-5356-6298-9 |
| 3    | 2013年3月22日  | ISBN 978-4-7575-3899-3 | 2014年2月4日  | ISBN 978-986-325-835-3 | 2013年12月5日  | ISBN 978-7-5356-6662-8 |

## 廣播劇CD
2012年8月30日所發售的一同附贈的限定版特典產品。
各話列表

製作團隊
- 原作、劇本原案、監修、特別影帶腳本 - 野村美月
- 腳本 - 平林佐和子
- 音響監督 - 本山哲
- 調整 - 熊倉亨
- 效果 - 高梨繪美
- 音樂 - 水谷廣實
- 錄音工作室 - delfisound studio
- 音響製作 - groove
- 執行製作人 - 垣貫真和
- 製作人 - 兎束龍憲
- 進行 - 花崎憲士
- 製作 - Fami通文庫編集部

## 备注
1. ↑  未发售实体版。在天闻角川与腾讯合作后，于腾讯旗下微信读书、腾讯动漫、腾讯新闻、QQ浏览器等平台以电子书形式上线。

## 外部連結
- FB Online（页面存档备份，存于） （日語）
- GANGAN ONLINE 漫畫版發佈網站 （日語）
- FORCE原力誌官方網站 （繁體中文）